# Кавказский лось
Кавказский лось (лат. Alces alces caucasicus) — исчезнувший подвид европейского лося, живший на территории современных Азербайджана, Армении, Грузии, прилегающей области России и восточной Турции. 

## Вымирание
Подвид был довольно распространён до середины XIX века, когда популяции начали сокращаться из-за чрезмерной охоты. Он вымер в начале XX века.

## Естественные враги
Среди его вероятных естественных врагов в природе были анатолийский или персидский леопард, гималайский медведь, европейский бурый медведь, степной волк, азиатский лев (ныне обитающий только в Гирском заповеднике в Индии) и ныне вымерший закавказский тигр. Евразийская рысь, беркут и азиатский гепард (на сегодняшний день[какой?] ареал последних ограничен Ираном) возможно, иногда могли охотиться на молодых детёнышей кавказского лося.

## Систематика
По мнению териолога А. А. Данилкина кавказский лось почти по всем признакам вписывается в пределы изменчивости номинативного подвида, в связи с чем выделение его в качестве отдельного подвида нецелесообразно.